# 灰尾宝石蜂鸟
灰尾宝石蜂鸟（学名：Lampornis cinereicauda），是雨燕目蜂鸟科的一种鸟类。
分布于哥斯达黎加南部的塔拉曼卡山脉，有时也被视为白喉宝石蜂鸟的亚种。